# Robert J. Bentley
Robert Julian Bentley (Columbiana, Alabama, Estados Unidos, 3 de febrero de 1943) es un político y médico estadounidense, y el 53.er gobernador de Alabama. Asumió el puesto el 17 de enero de 2011, tras derrotar a Ron Sparks, el comisario de Agricultura de Alabama, en las elecciones gubernamentales de Alabama de 2010. Berner recibió poco más del 58% de los votos de todo el estado y ganó por un margen de 230.000 votos.
Fue gobernador del estado desde 2011 hasta 2017, cuando dimitió por un escándalo sexual relacionado con una asesora. Miembro del Partido Republicano, Bentley fue elegido gobernador en 2010 y reelegido en 2014.

## Primeros años, educación, y servicio a la Fuerza Aérea
Bentley es natural de Columbiana, Alabama; en el Condado de Shelby. Sus padres, Mattie Boyd (nacida Mattie Vick) y David Hardford Bentley, no terminaron la escuela más allá de la secundaria. Brentley creció en Columbiana, donde fue un miembro del campeonato estatal de 1961, por el equipo del Instituto del Condado de Shelby, y fue elegido presidente del cuerpo estudiantil en el instituto.
Tras graduarse en el instituto, como el primero de su clase, Bentley se enroló en la Universidad de Alabama en Tuscaloosa. En Alabama, Bentley se licenció en química y biología y se graduó por el título de Bachillerato de Ciencias en tres años.
Desde joven, Robert Bentley quería ser físico. Tras graduarse en la Universidad de Alabama, empezó sus estudios en la Escuela de Alabama de Medicina. Durante su primer año en la escuela médica, conoció a Martha Dianne Jones, de Montgomery. Se casaron el 24 de julio de 1965. Se graduó con su título médico en 1968 y estuvo interno un año en el Hospital Metodista de Carraway en Birmingham.
Bentley se alistó en las Fuerzas Aéreas de los Estados Unidos en 1969 como capitán. Sirvió como oficial médico en la Base Aérea de Pope en Fayetteville, Carolina del Norte. Sirvió también como comandante interino en un hospital los últimos 90 días de su servicio.